# Nils Erengislesson
Nils Erengislesson, död 22 augusti 1440 i Sorunda församling, Södermanland, var en svensk riddare och riksråd, utsågs till lagman i Södermanland senast 1409 då han efterträdde fadern Erengisle Nilsson d.ä.. Han var han hövitsman på Faxeholm och Ringstadaholm. Han tillhörde Hammerstaätten och hade Hammersta som sätesgård dit han skrev sig senast från 1434. Redan 1426 hade han gett Hammersta i morgongåva till sin andra hustru Katarina Knutsdotter. 

## Biografi
Nils Erengislesson var son till lagmannen Erengisle Nilsson i Södermanlands lagsaga och Margareta Bengtsdotter (Bielke). Han nämns första gången 1396 som riddare, då han deltog på mötet i Nyköping och 1397 på mötet i Kalmar. Nils Erengislesson var från 1406 till 1409 lagman i Södermanlands lagsaga och blev senast 1413 riksråd. Han blev senast 1419 hövitstman på Faxaholm, där han efterträdde Ture Bengtsson (Bielke). Han deltog 1419 och 1423 i internordiska mötena i Köpenhamn.
Som riksråd ingick Nils Erengislesson i den grupp som avsade sig sin tro och huld till kung Erik av Pommern, och i egenskap av riksråd undertecknade han rådets brev till Tyska orden den 9 juni 1435.
Tillsammans med biskoparna Knut och Tomas, riddarna Nils Gustafsson (Rossviksätten), Gotskalk Bengtsson (Ulf) och Bengt Stensson (Natt och Dag), väpnarna Karl Ormsson (Gumsehuvud), Nils Jönsson, Karl Gädda, Matts Ödgislesson Lillie och Johan Karlsson (Färla) var Nils Erengislesson ett av de svenska riksråd som år 1434 undertecknade en misstroendeklaration mot kung Erik där riksråden avsade sig sin tro och huld till kungen och förklarade honom för rikets fiende.
Han dog 1440 på Fållnäs i Sorunda socken. Nils Erengislessons exlibris är Sveriges äldsta kända och har bevarats i hans personliga exemplar av Södermannalagen.

### Familj
Nils Erengislesson gifte sig första gången med Märta Magnusdotter (Magnus Marinasons ätt), död före 1424, dotter till riddaren Magnus Håkansson (Magnus Marinasons ätt) och Margareta Lidinvardsdotter (Vinstorpaätten).
Nils Erengislesson gifte sig andra gången 12 augusti 1426 med Katarina Knutsdotter (Grip), död 1450, dotter till riddaren Knut Bosson (äldre Grip) och Ermegård Johansdotter Bülow, samt syster till Bo Knutsson (Grip) och halvsyster till Filippa av Neugarten Everstein, som var gift med Sigurd Jonsson Stierne, regent i Norge. Efter Nils Erengislesson död gifte Katarina Knutsdotter (Grip) om sig med Ragvald Gustavsson (Tre rosor av Horshaga).
Barn
1. Bo Nilsson (Grip) (med Katarina)
2. Erengisle Nilsson d.y. (med Märta)